# CBRN対応遠隔操縦作業車両システム

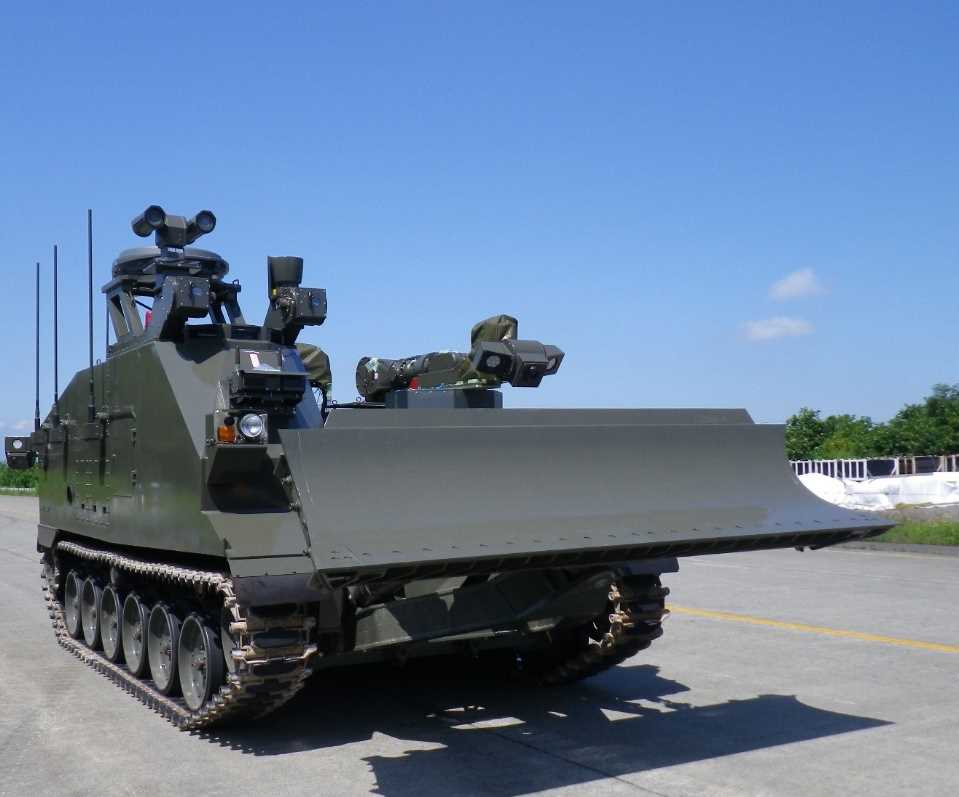
CBRN対応遠隔操縦作業車両システムの遠隔操縦装軌車両（排土装置搭載時）

CBRN対応遠隔操縦作業車両システム（シーバーンたいおうえんかくそうじゅうさぎょうしゃりょうシステム）は、防衛装備庁（旧・防衛省技術研究本部）陸上装備研究所が研究開発を進めている遠隔操縦作業車両を主体としたシステム。名称にある「CBRN」は、Chemical（化学剤）、Biological（生物剤）、Radiological（放射線）、Nuclear（核）の頭文字を取った頭字語である。

## 概要
CBRN汚染環境下での各種作業および調査を非汚染地域からの遠隔操縦で行う無人地上車両（UGV）として計画されているもので、システムは遠隔操縦装軌車両、中継器ユニット（中継車両）、指揮統制装置から構成される。構成要素間の通信は自衛隊無線、民間無線LAN、JCSATやインマルサットを介した衛星通信によって行われ、遠隔操縦可能な範囲は最大約20 kmに達する。実用化後は汚い爆弾によるテロ現場や火山災害などの災害現場、国際貢献活動などでの使用を予定している。なお、IHIエアロスペースと日立製作所が開発のための技術支援を行っている。
東日本大震災における自衛隊の災害派遣活動を機に、陸上自衛隊施設学校や特殊武器防護隊も開発に参加しつつ、2011年（平成23年）よりシステム設計と中継器ユニットの開発を開始し、2012年（平成24年）から遠隔操縦装軌車両などの各種構成要素の開発に着手。2014年（平成26年）には試作車による性能確認試験が開始され、同年11月から12月にかけて遠隔操縦装軌車両1両、中継車両3両を用いた遠隔操縦時の走行性能試験がTRDI札幌試験場で行われたほか、同年度中には作業支援性能、遠隔操縦装軌車両のCBRN防護性能などの試験評価が実施された。
2015年（平成27年）には、2月から3月にかけて陸上自衛隊東富士演習場の市街地訓練場でレーザ距離計（LRF）や可視および赤外線カメラを用いた情報収集性能試験が、7月から8月にかけて陸上自衛隊勝田小演習場で遠隔操縦による整地、掘削などの基本作業および電柱、丸太、コンクリート瓦礫、木瓦礫に対する通路啓開作業の試験評価が行われている。
2015年度をもって研究は終了し、翌2016年（平成28年）度からは、指揮統制装置で用いる作業エリアの3D地図作成機能や俯瞰表示機能などといった環境認識向上技術の研究が行われているほか、2015年時点では雲仙岳の無人化施行現場における試験実施も計画されている。

## 構成要素
遠隔操縦装軌車両
遠隔操縦作業車両とも呼ばれる。実地で作業を行う装軌式車両で、無人での遠隔操縦のほかに有人で運用することもできるため、車両保護のための放射線遮蔽板や除染が容易な塗料、ラジエータへのフッ素コーティングなどのほかに、乗員室保護を目的とした放射線遮蔽板や空気浄化装置も装備している。
マニピュレータや排土装置、先端をバケット、切断機、把持機から選択可能な油圧アーム装置といった作業装置を選択装備することが可能。また、可視カメラ、赤外線カメラ、γ線カメラなどのカメラが車体各部の計6ヶ所に備えられているほか、LRFやγ線計測装置も有している。
中継車両
指揮統制装置と遠隔操縦作業車両の間の通信を中継する車両で、地上設置型の遠隔操縦装置とともに中継器ユニットを構成する。ベースとなったのは三菱・パジェロ。遠隔操縦作業車両と同様に有人・無人双方での運用が可能であり、車体各所に可視カメラやLRFを装備している。なお、CBRN対応措置は除染容易な塗料しか施されていない。
指揮統制装置
非汚染地域から遠隔操縦作業車両の操作を行う部位で、遠隔操縦装軌車両用および中継車両用の遠隔操縦席を複数搭載した箱型の指揮統制室からなる。遠隔操縦席の画面には、可視画像のほかに三次元地形画像や放射線分布画像、広範囲カメラ画像よび手先カメラ画像などを表示することができる。なお、指揮統制室は大型トラックの荷台に搭載することも可能。

## 諸元
遠隔操縦装軌車両
- 全長：約6.5 m
- 全幅：約3.2 m
- 全高：約2.8 m
- 重量：約30.0 t（車体：約26.0 t、作業装置：約4.0 t）
- 最高速度：約50 km/h（有人操縦時）、約30 km/h（遠隔操縦時）
- データの出典：[21][28]

中継車両
- 全長：約4.9 m
- 全幅：約1.9 m
- 全高：約1.9 m
- 重量：約2.2 t（車体）
- データの出典：[24]